# 강상찰
강상찰(江上札)은 충청북도 제천시 신동, 문암영당에 있는 조선후기 문인 권상하가 조카 권섭·권영 등에게 보낸 간찰을 모아 엮은 조선시대 서간집이다. 2012년 7월 6일 충청북도의 유형문화재 제339호로 지정되었다.

## 개요
『강상찰』은 권상하(權尙夏, 1641～1721)가 1696～1720년 사이 조카 권섭(權燮)과 권영(權塋)에게 보낸 서찰을 정리하여 묶은 책으로 조카들의 질의에 대해 권상하가 답한 내용이 다수를 이루고 있다.
성 연대는 1696년(숙종 22)∼1720년(숙종 46)으로, 사후 15첩으로 성책(成冊)하였다. 첩의 크기는 43.5×28.8cm로, 저지에다 묵서, 필사한 것이다.
조선 후기 예(禮)에 대한 성리학의 견해와 일상에 대한 기록을 전하고 있는 귀중한 자료이다.

## 의의와 평가
조선 후기의 대표적인 호론계 학자인 권상하가 조카들에게 전해준 간찰로 당시의 예론과 일상의 분위기를 접할 수 있는 자료이다. 또한 권상하의 제자인 강문팔학사(江門八學士)의 동향을 엿볼 수 있으며, 발신인의 위상과 친필 자료, 간찰이 산일되지 않고 성책된 가치를 크게 인정할 수 있다.

## 참고 자료
- 강상찰 - 국가유산청 국가유산포털